# Abbott Elementary
Abbott Elementary est une série télévisée américaine créée par Quinta Brunson et diffusée depuis le 7 décembre 2021 sur le réseau ABC et au Canada sur le réseau Global.
Dans les pays francophones, elle est diffusée depuis le 1er juin 2022 sur Disney+.

## Synopsis
À l'école élémentaire Willard R. Abbott, dans le quartier noir de Philadelphie, une équipe de tournage réalise un documentaire sur le quotidien des professeurs qui font face aux coupes budgétaires et à la mauvaise gestion de la part du district scolaire. Les conditions de travail y sont difficiles, et la plupart des enseignants démissionnent après leur deuxième année.
Janine Teagues, l'optimiste enseignante d'une classe de CE1, est déterminée à ne pas se laisser abattre malgré les circonstances. Elle est accompagnée de Jacob Hill, un professeur d'histoire maladroit mais bien intentionné ; Barbara Howard, une institutrice de maternelle pragmatique et chevronnée ; Melissa Schemmenti, l'autre professeure de CE1 et amie proche de Barbara, et Gregory Eddie, un remplaçant qui avait candidaté au poste de principal. L'école est dirigée par Ava Coleman, une directrice insouciante et inepte qui complique la vie de son équipe pédagogique.

## Distribution

### Acteurs principaux
- Quinta Brunson (VF : Aurélie Konaté) : Janine Teagues
- Tyler James Williams (VF : Diouc Koma) : Gregory Eddie
- Janelle James (en) (VF : Corinne Wellong) : Ava Coleman
- Lisa Ann Walter (VF : Carole Franck) : Melissa Schemmenti
- Chris Perfetti (en) (VF : Martin Faliu) : Jacob Hill
- Sheryl Lee Ralph (VF : Maïk Darah) : Barbara Howard
- William Stanford Davis (VF : Rody Benghezala) : M. Johnson (depuis la saison 2, récurrent saison 1)

### Acteurs récurrents
- Zack Fox (en) (VF : Alex Fondja) : Tariq Temple
- Reggie Hayes (VF : Paul Borne) : Denzel Collins
- Josh Segarra (VF : Xavier Couleau) : Manny (à partir de la saison 3)
- Courtney Taylor (VF : Amélia Ewu) : Erika
- Jerry Minor (en) (VF : Serge Faliu) : M. Morton
- Matt Oberg (VF : Thibaut Lacour) : Miles Nathaniel

### Invités
Saison 1
- Jim Gardner (en) : lui-même
- Mitra Jouhari (en) : Sahar
- Orlando Jones : Martin Eddie
- Larry Owens (VF : Mike Fédée) : Zach
- Nikea Gamby-Turner (VF : Elisa Lebon) : Shanae

Saison 2
- Gritty : lui-même
- Leslie Odom Jr. (VF : Baptiste Marc) : Draemond Winding
- Andre Iguodala : lui-même
- Keyla Monterroso Mejia (VF : Adeline Clément) : Ashley
- Vince Staples (VF : Baptiste Marc) : Maurice
- Ayo Edebiri (VF : Amélia Ewu puis Justine Berger) : Ayesha Teagues
- Mike O'Malley (VF : Jean-François Aupied) : le capitaine Robinson
- Shalita Grant : Ms. Janet
- June Diane Raphael (VF : Vanessa Van-Geneugden) : Elizabeth Washington
- Taraji P. Henson (VF : Annie Milon) : Vanetta Teagues

Saison 3
- Jalen Hurts (VF : Grégory Lerigab) : lui-même
- Brandon Graham : lui-même
- Jason Kelce : lui-même
- Sabrina Brier (en) (VF : Elena Grillotti) : Jessca
- Casey Frey : Timothy
- Kimia Behpoornia (VF : Meaghan Dandraël) : Emily
- Benjamin Norris (VF : Martin Renwick) : Simon
- Aparna Nancherla (VF : Edwige Lemoine) : Caroline
- Sabrina Wu (en) : Mx. Geoffrey
- Bradley Cooper (VF : Alexis Victor) : lui-même
- Cree Summer (VF : Fily Keita) : Rosalyn Inez
- Keegan-Michael Key (VF : Serge Faliu) : Superintendent Reynolds
- Tatyana Ali (VF : Esthèle Dumand) : Crystal
- Karan Soni (VF : Mathieu Touquet) : Avi
- Questlove (VF : Frantz Confiac) : lui-même
- Lana Condor (VF : Adeline Chetail) : Olivia
- Kevin Hart (VF : Jean-Baptiste Anoumon) : lui-même

Saison 4
- Ben Onyx Dowdy : Warren
- Tyler Perez : Caleb Hill
- Keith David : Frank Coleman
- Langston Kerman : Darnell
- Talia Shire (VF : Colette Venhard) : Teresa Schemmenti
- Glenn Howerton : Dennis Reynolds (crossover avec Philadelphia)
- Kaitlin Olson (VF : Nathalie Bienaimé) : Deandra "Dee" Reynolds (cross-over avec Philadelphia)
- Rob McElhenney (VF : Yoann Sover) : Ronald "Mac" McDonald (cross-over avec Philadelphia)
- Charlie Day (VF : Benoît Du Pac) : Charlie Kelly (cross-over avec Philadelphia)
- Danny DeVito (VF : Philippe Peythieu) : Frank Reynolds (cross-over avec Philadelphia)

 Source et légende : version française (VF) sur RS Doublage et Doublage Séries Database

## Production

### Développement
Le 3 septembre 2020, ABC commande l'écriture du pilote d'une série comique dans le milieu scolaire mettant en vedette Quinta Brunson ABC. En février 2021, ABC commande officiellement la production du pilote sous le titre de Harrity Elementary. En mai 2021, ABC annonce la production de la série complète sous le nouveau titre d'Abbott Elementary,.
La première saison est diffusée entre le 7 décembre 2021 et le 12 avril 2022, avec un total de 13 épisodes. Le 14 mars 2022, juste avant la fin de la première saison, la série est renouvelée pour une deuxième saison.
Le 21 juillet 2022, ABC commande une deuxième saison de 22 épisodes. La deuxième saison est diffusée entre le 21 septembre 2022 et le 19 avril 2023. Au lendemain des Golden Globes, où la série a gagné trois prix, ABC renouvelle Abbott Elementary pour une troisième saison.
En mai 2023, en raison de la grève de la Writers Guild of America, la production et le tournage de la troisième saison est interrompue et le nombre d'épisodes revu à la baisse. La diffusion de la troisième saison, qui contiendra quatorze épisodes, commence le 7 février 2024.
Une quatrième saison est commandée le 10 février 2024, et une cinquième saison le 21 janvier 2025.

### Casting
En mars 2021, les rôles principaux sont attribués à Tyler James Williams, Janelle James, Lisa Ann Walter, Chris Perfetti, and Sheryl Lee Ralph.
En novembre de la même année, la présence de William Stanford Davis est confirmée au tournage dans le rôle de M. Johnson, le concierge.
Le personnage principal, incarné par Brunson, est Janine Teagues, une professeure optimiste qui enseigne en CE1 et qui est, au début de la série, dans sa deuxième année d'enseignement. Williams joue Gregory Eddie, un enseignant remplaçant dans une classe de CP qui développe des sentiments pour Janine. James incarne Ava Coleman, la directrice inepte de l'école. Walter incarne Melissa Schemmenti, elle aussi enseignante de CE1 aux côtés de Janine. Perfetti interprète Jacob Hill, un professeur d'histoire maladroit, et Ralph joue Barbara Howard, une enseignante de maternelle chevronnée que Janine admire.

Dans une interview avec Insider, Brunson a révélé que son personnage de Janine Teagues était initialement prévu pour n'être qu'un personnage secondaire de la série. Lors des premiers visionnages de la série, Barbara Howard était censée être la "force motrice" de la série avant que Warner Bros ne décide de prioriser Brunson.

« Et puis [Warner Bros] a dit: « You're crazy if you think we are buying the show without you in it, and I was like, 'Oh, okay. That's fair.' So, I had to put myself in it.  »

 En juillet 2022, quelques mois seulement avant le retour de la série pour sa deuxième saison, il a été annoncé que Davis serait promu au casting principal. Une semaine avant la diffusion du premier épisode de la saison, il est annoncé via The Wrap que la saison verrait l'introduction de plusieurs guest stars invitées dans des rôles récurrents, dont Lauren Weedman dans le rôle de Kristen Marie, Leslie Odom Jr. dans le rôle de Draemond Winding et Keyla Monterroso Mejia dans le rôle d'Ashley Garcia.

Le premier épisode de la deuxième saison a également accueilli la mascotte des Flyers de Philadelphie, Gritty. Interrogé par la Ligue nationale de hockey, Patrick Schumacker, le producteur exécutif, a déclaré qu'il était grand temps que Gritty fasse son dans la série. Il a révélé que Gritty devait à l'origine apparaître dans l'un des premiers épisodes de la première saison, mais que des conflits d'horaire ont retardé sa venue.

« Gritty was always, from the start, a Philadelphia institution that we wanted to incorporate into the show," "The show takes place in Philly, and we try, as much as we can, to populate the show with the insider Philly, whether that's Philly slang or actual cameos from locals of note, like Jim Gardner, who's the now-retired anchor of ABC News over in Philadelphia. We try to make it as authentically local to Philadelphia as possible. Gritty was a no-brainer, and also at the top of the list. »

 En janvier 2024, il est annoncé que Josh Segarra, Kimia Behpoornia et Benjamin Norris avaient tous rejoint la série dans des rôles récurrents.

### Tournage
Le tournage de la première saison a commencé le 16 août 2021 à Los Angeles, Californie, et s'est terminé le 5 novembre 2021. En août, trois membres de l'équipe ont été testés positifs au COVID-19 mais la production n'a pas été affectée.
En 2022, un tweet de Quinta Brunson confirme que le tournage de la deuxième saison a commencé le 18 juillet. Le tournage prend fin le 30 janvier 2023.
Affecté par la grève de la Writers Guild of America, le tournage de la troisième saison est interrompu en mai 2023 et ne reprend que le 27 novembre de la même année.

### Fiche technique
Sauf indication contraire, les informations mentionnées dans cette section peuvent être confirmées par la base de données cinématographiques IMDb,  présente dans la section « Liens externes ».
- Titre original et français : Abbott Elementary
- Création : Quinta Brunson
- Réalisation : Randall Einhorn, Jennifer Celotta, Matthew A. Cherry, Shahrzad Davani, Jay Karas, Melissa Kosar et Matt Sohn
- Scénario : Quinta Brunson, Morgan Murphy, Brian Rubenstein et Brittani Nichols
- Casting : Wendy O'Brien
- Musique : 
  - Compositeur(s) : Maker
  - Compositeur(s) de musique thématique : Bryan Carrigan et James Cartwright
  - Thème d'ouverture : Hold'em par Maker
- Production :
  - Producteur(s) : Werner Walian
  - Producteur(s) exécutive(s) : Randall Einhorn, Justin Halpern, Patrick Schumacker et Quinta Brunson
- Société(s) de production : Delicious Non-Sequitur Productions, 20th Television, Warner Bros. Television Studios et Disney Platform Distribution
- Pays d'origine :  États-Unis
- Langue d'origine : Anglais
- Format :
  - Format image : 720p (HDTV), couleur - 1,78:1 - son Dolby Digital
  - Format audio : 5.1 surround sound
- Genre : Documentaire parodique et Sitcom
- Durée : 22 minutes
- Date de première diffusion :
  - 7 décembre 2021 sur ABC
  - 1er juin 2022 sur Disney+
- Classification : déconseillé aux moins de 12 ans

Adaptation
Version française :
- Société de doublage : Dubbing Brothers
- Direction artistique : Marie-Laure Beneston
- Adaptation des dialogues : Barbara Liétaer

 Source et légende : version française (VF) sur RS Doublage

## Épisodes
| Saisons | Saisons | Épisodes | Diffusion originale | Diffusion originale | Diffusion originale |
| Saisons | Saisons | Épisodes | Début de saison     | Fin de saison       | Chaîne d'origine    |
| ------- | ------- | -------- | ------------------- | ------------------- | ------------------- |
|         | 1       | 13       | 7 décembre 2021     | 12 avril 2022       | ABC                 |
|         | 2       | 22       | 21 septembre 2022   | 19 avril 2023       | ABC                 |
|         | 3       | 14       | 7 février 2024      | 22 mai 2024         | ABC                 |
|         | 4       | 22       | 9 octobre 2024      | 16 avril 2025       | ABC                 |

### Première saison (2021-2022)
Elle est diffusée entre le 7 décembre 2021 et le 12 avril 2022.
1. Pilote (Pilot)
2. L'Ampoule (Light Bulb)
3. La Liste de souhaits (Wishlist)
4. Nouvelle technologie (New Tech)
5. Transfert d'élève (Student Transfer)
6. Le Programme spécial (Gifted Program)
7. La Prof d'art plastique (Art Teacher)
8. La Famille du travail (Work Family)
9. Les Claquettes (Step Class)
10. Journée portes ouvertes (Open House)
11. Les Bureaux (Desking)
12. Ava contre le Superintendant (Ava vs. Superintendent)
13. Le Ballon du Zoo (Zoo Balloon)

### Deuxième saison (2022-2023)
Elle est diffusée entre le 21 septembre 2022 et le 19 avril 2023.
1. La Journée d'organisation (Development Day)
2. Erreur de livraison (Wrong Delivery)
3. Les « Story Samouraï » (Story Samurai)
4. Le Bureau de la Directrice (The Principal's Office)
5. Les Jus de fruits (Juice)
6. Les Bonbons Zombie (Candy Zombies)
7. Les Écoles Légendaires (Attack Ad)
8. Le Lâcher d'œuf (Egg Drop)
9. Arrêt Maladie (Sick Day)
10. Pause Hivernale (Holiday Hookah)
11. Le Marathon de lecture (Read-A-Thon)
12. Gestion de conflit (Fight)
13. Collecte de fonds (The Fundraiser)
14. Joyeuse Saint Valentin (Valentine's Day)
15. Au feu ! (Fire)
16. Séminaire des enseignants (Teacher Conference)
17. La Fresque (Mural Arts)
18. La Semaine des remerciements (Teacher Appreciation)
19. AVA Fest (Festival)
20. L'Enseignant de l'année (Educator of the Year)
21. Telle mère, pas telle fille (Mom)
22. Sortie scolaire (Franklin Institute)

### Troisième saison (2024)
Elle est diffusée entre le 7 février et le 22 mai 2024.
1. La Journée des métiers (Career Day: Part I)
2. La Journée des métiers (Career Day: Part II)
3. Le Prof Cool (Gregory's Garden Goofballs)
4. Addictions (Smoking)
5. Rupture (Breakup)
6. Willard R. Abbott
7. La Nouvelle Bibliothécaire (Librarian)
8. Débat (Panel)
9. Alex (Alex)
10. Ava Fest 2 (2 Ava 2 Fest)
11. Double Rencard (Double Date)
12. La Fête des mères (Mother's Day)
13. La Sortie scolaire (Smith Playground)
14. La Soirée de Janine (Party)

### Quatrième saison (2024-2025)
Elle est diffusée entre le 9 octobre 2024 et le 16 avril 2025.
1. La Rentrée des classes (Back to School)
2. La Teigne (Ringworm)
3. L'Animal de classe (Class Pet)
4. Le Concours de costumes (Costume Contest)
5. Paternel non fraternel (Dad Fight)
6. Le Traiteur (The Deli)
7. Le Spectacle des fêtes (Winter Show)
8. Les Vacances de fin d'année (Winter Break)
9. Les Bénévoles (Volunteers)
10. Les Évaluations (Testing)
11. La Grève (Strike)
12. Le Golf de Girard Creek (Girard Creek)
13. L'Expo-sciences (The Science Fair)
14. La Réunion budgétaire (District Budget Meeting)
15. Le 100e jour d'école (100th Day of School)
16. Les Livres (Books)
17. La Soirée karaoké (Karaoke)
18. L'Audit (Audit)
19. Le Cours de musique (Music Class)
20. La Journée lave-auto (Ava Fest: Tokyo Drift)
21. La Mobilisation (Rally)
22. Le Musée interactif (Please Touch Museum)

### Cinquième saison (2025-2026)
Note : Pour les informations de renouvellement voir la section Production.
Elle est prévue pour l'automne 2025.

## Accueil

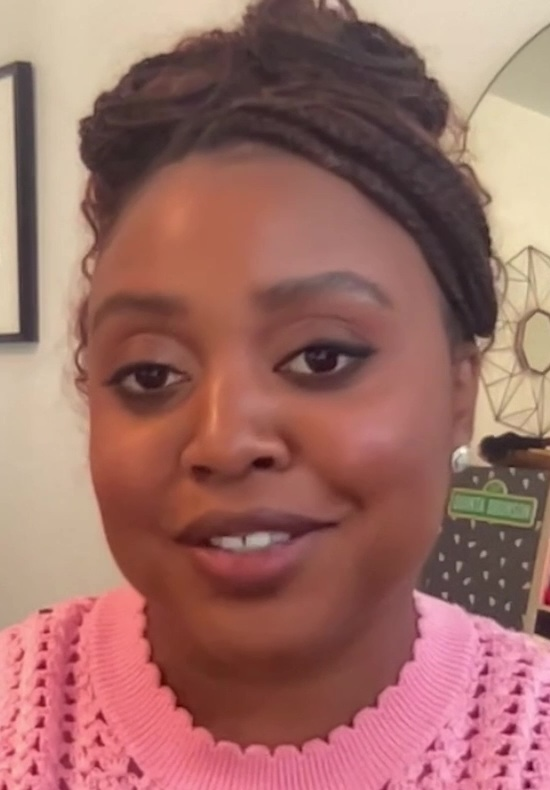
Quinta Brunson recevant un Peabody Award pour Abbott Elementary, 2023.

### Critiques
Sur le site d'agrégateur d'avis Rotten Tomatoes, 98 % des 45 avis des critiques sont positifs, avec une note moyenne de 8,30/10. Le consensus du site Web se lit comme suit : « Abbott Elementary obtient les meilleures notes pour sa critique empathique mais clivante du système éducatif américain, ainsi qu'un crédit supplémentaire pour une dynamique de volonté habilement gérée ».
Metacritic qui utilise une moyenne pondérée, a attribué un score de 80 sur 100 basé sur 11 critiques, indiquant "des critiques généralement favorables".
Angie Han de The Hollywood Reporter a déclaré « [cela] fonctionne assez bien pour offrir un bon moment constant et je soupçonne qu'avec le temps, Abbott Elementary pourrait s'épanouir en quelque chose de vraiment spécial ». Han a également déclaré que les premiers épisodes « [sont] une volonté de s'occuper de la classe de front, tout en trouvant de l'humour dans les situations des personnages », et a conclu qu’Abbott Elementary est "agréable à la foule".
Sur Rotten Tomatoes, la deuxième saison a reçu une cote d'approbation de 100 % avec une note moyenne de 9 sur 10, basée sur 22 critiques. Le consensus critique du site se lit comme suit : « La classe est de retour et les courageux enseignants d’Abbott Elementary restent un délice absolu, avec la sensibilité avisée et douce de la créatrice/star Quinta Brunson affinée à la perfection. » Pendant ce temps, Metacritic a rapporté une note moyenne de 88 sur 100, basée sur dix critiques, indiquant une "acclamation universelle".

## Distinctions

### Récompenses
- Golden Globes 2023 : 
  - Meilleure série musicale ou comique
  - Meilleure actrice dans une série musicale ou comique pour Quinta Brunson
  - Meilleur acteur dans un second rôle dans une série musicale, comique ou dramatique pour Tyler James Williams

### Nominations
- Golden Globes 2023 : 
  - Meilleure actrice dans un second rôle dans une série musicale, comique ou dramatique pour Janelle James
  - Meilleure actrice dans un second rôle dans une série musicale, comique ou dramatique pour Sheryl Lee Ralph
- Golden Globes 2024 : 
  - Meilleure série télévisée musicale ou comique
  - Meilleure actrice dans une série télévisée musicale ou comique pour Quinta Brunson
- Golden Globes 2025 : 
  - Meilleure série télévisée musicale ou comique
  - Meilleure actrice dans une série télévisée musicale ou comique pour Quinta Brunson